# 大灣 (學甲區)
大灣，是臺灣臺南市學甲區的一個聚落，為學甲十三庄之一，位於今學甲市區南邊，是學甲區最南的庄頭:38。

## 沿革
據說此聚落的由來，是昔日有福建泉州晉江縣王、陳、許、李、楊五姓族人渡臺，入墾於今永康區大灣:38:74。之後他們再搬到此處定居，並沿用初居地名稱也叫「大灣」:38:74。
清代初期，此地隸屬諸羅縣開化里佳里興堡，道光年間行政區劃調整改歸學甲堡學甲庄:59。日治時期實行州治時，大灣一地屬於臺南州北門郡學甲庄學甲大字，為學甲十保和學甲十一保:38:60、61。二次大戰後，學甲庄改為學甲鄉，大灣一地分別成立文化村（原學甲十保）與大安村（原學甲十一保）:60、61。直到民國57年（1968年）隨學甲鄉升格為學甲鎮而調整為里:38:61。民國95年（2006年）2月1日，文化里與大安里合併成大灣里。

## 宗教
大灣清濟宮為大灣庄廟，主祀開基禹王（早年稱吳府千歲）和保生大帝，創建於清光緒四年（1871年）。過去曾參與學甲慈濟宮上白礁請水火謁祖大典，後因祭祀位階問題而斷香，乃自1990年起自行前往蘆竹溝請水火。此後議定三年一科，每逢寅、巳、申、亥年的農曆三月初四舉行。:39、40
當地有所謂「鬥牛陣」的民俗技藝，又可分成「水牛陣」與「赤牛陣」。鬥牛陣一團約10人，其中2人扮牧童，4人扮牛，其他成員則在旁敲鑼打鼓或作為替換人員。其表演內容大致是兩名牧童各自牽牛吃草，結果牛卻爭草而鬥了起來，牧童們原本要勸架但最後反而為了自己的牛也加入了這場架。

## 圖集

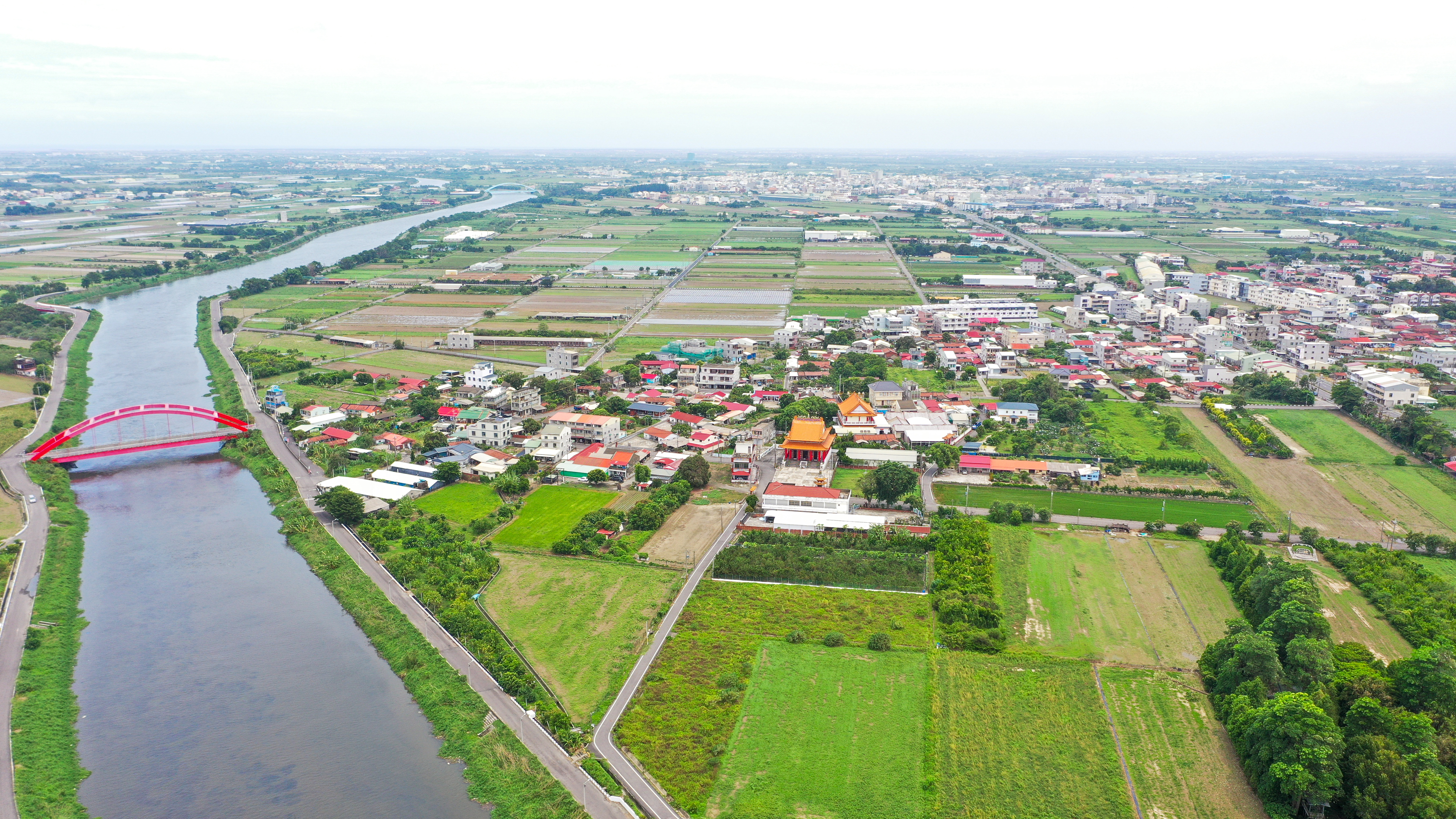
臺南市學甲區大灣空拍圖1
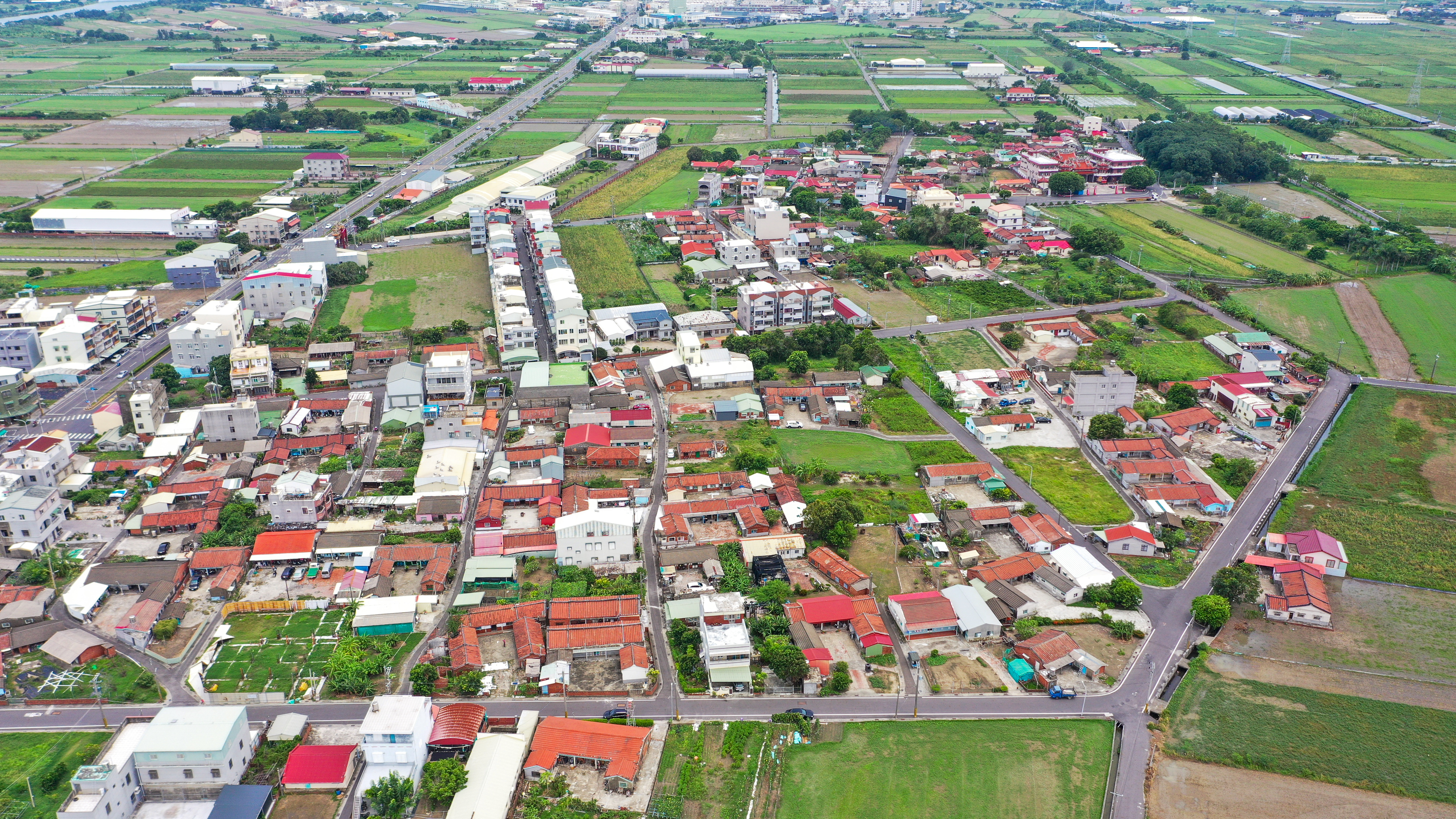
臺南市學甲區大灣空拍圖
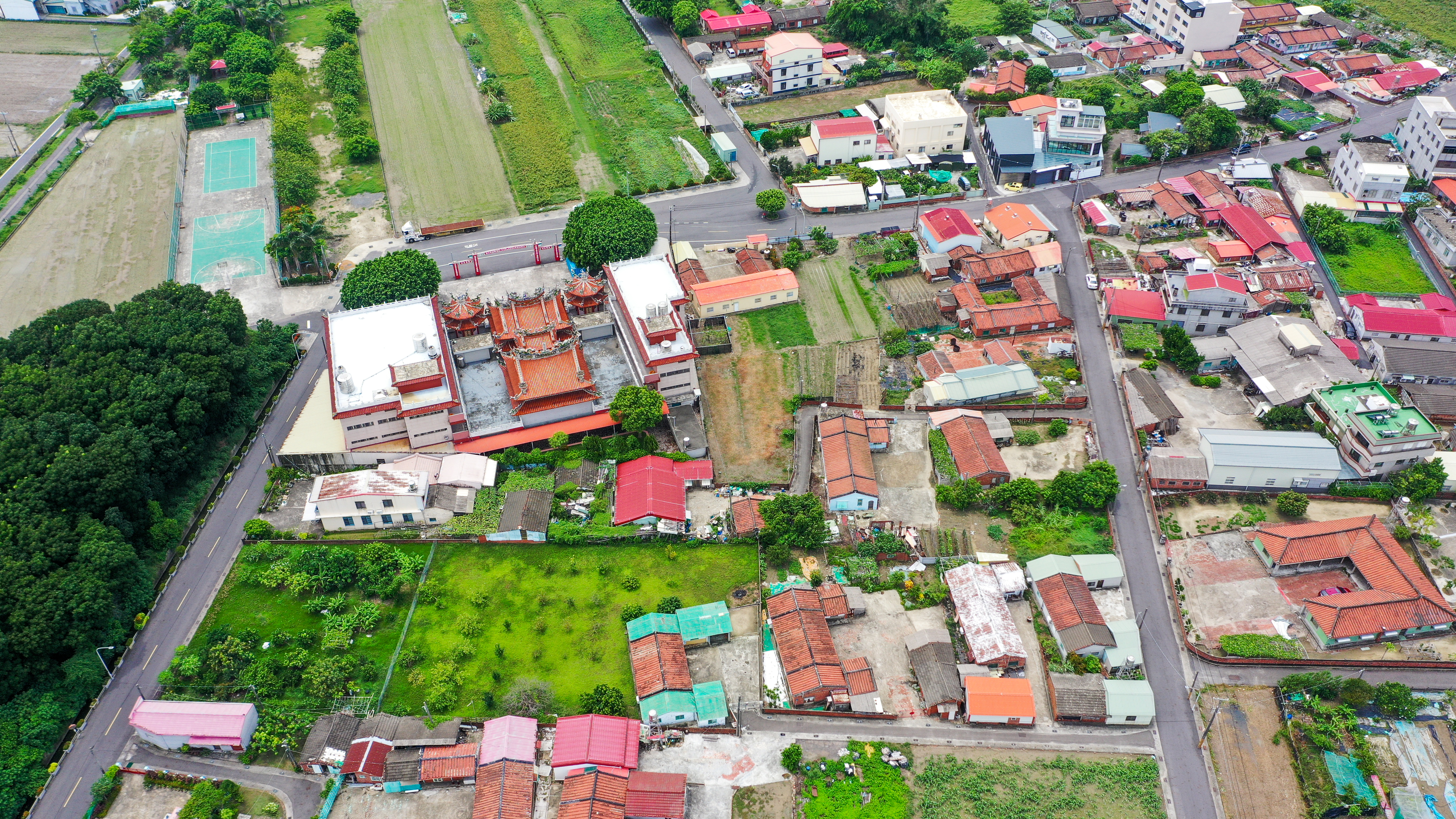
臺南市學甲區大灣空拍圖2.